# Amiralsgatan, Malmö

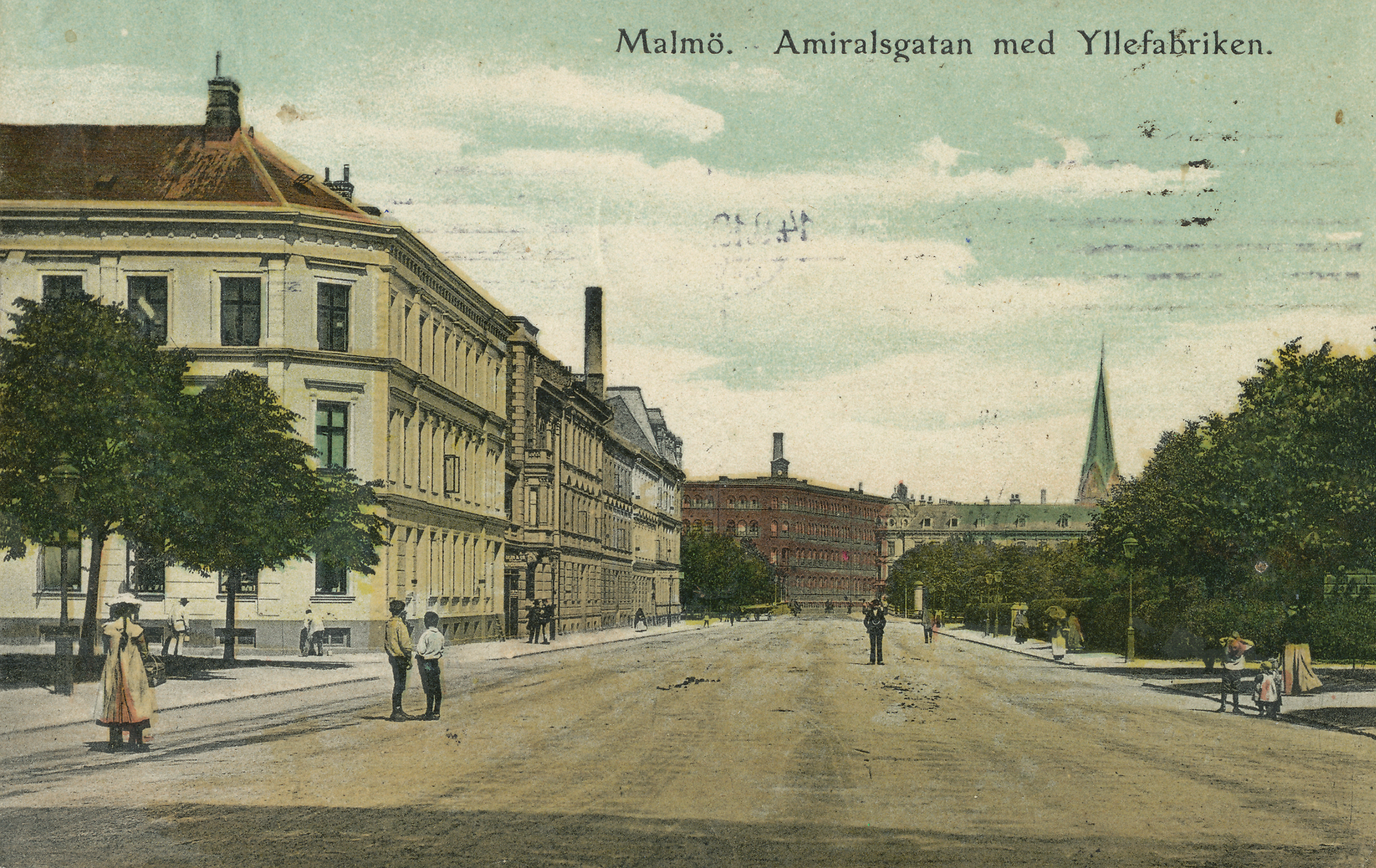
Amiralsgatan mot norr. I bakgrunden Yllefabriken. Latinskolan finns utanför bildens högra kant.

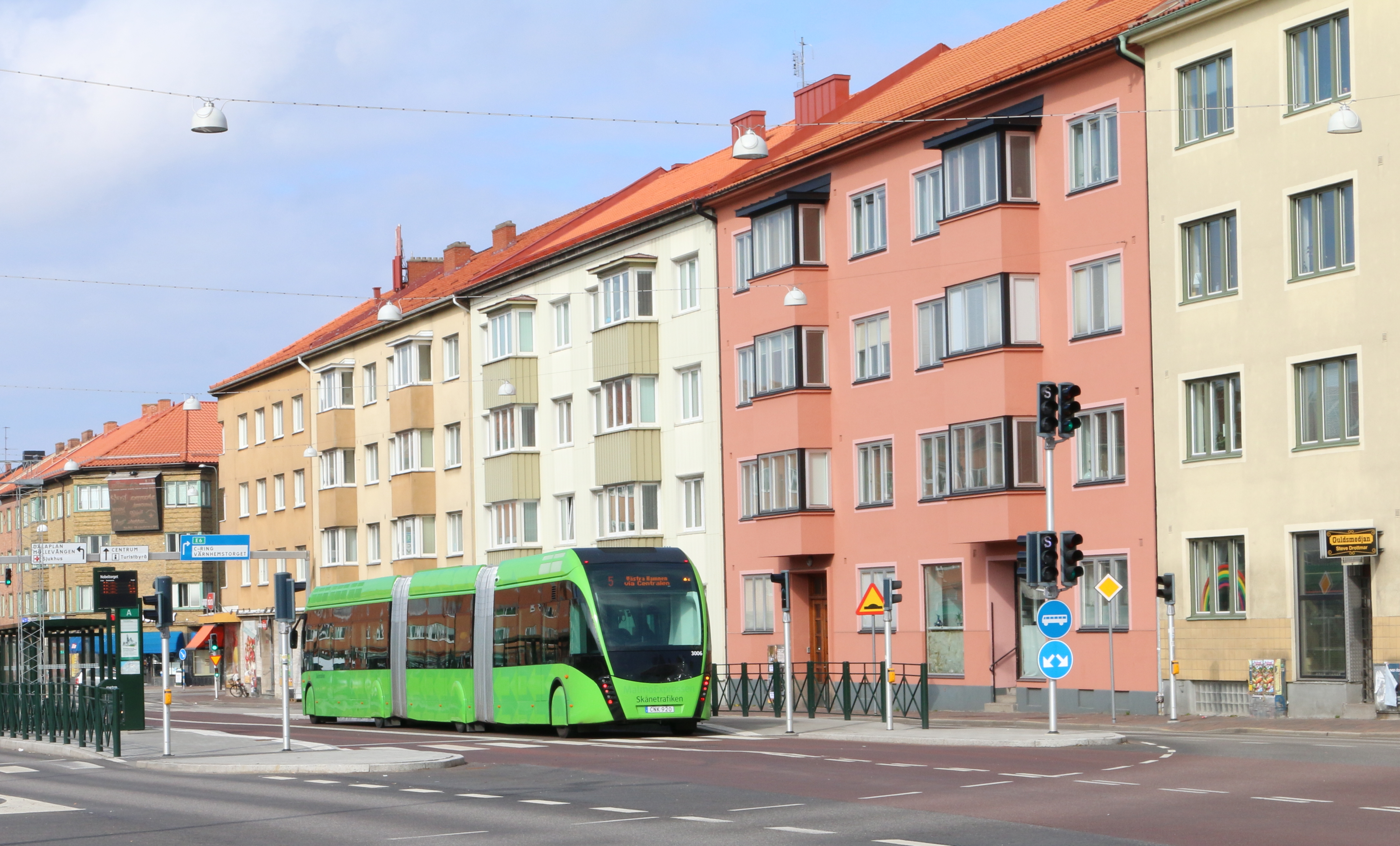
Amiralsgatan vid Nobeltorget.

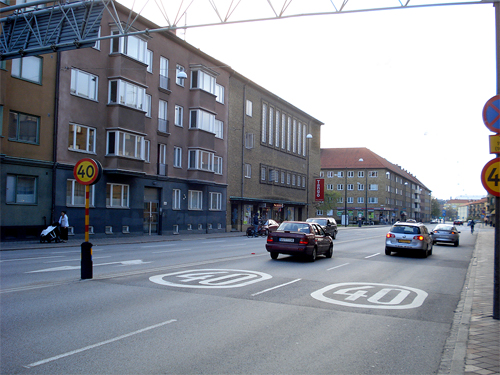
Amiralsgatan mellan Nobeltorget och Karlskronaplan med Tangopalatset.

Amiralsgatan är en av de trafikmässigt viktigare gatorna i Malmö.
Amiralsgatan tillkom 1878 och sträckte sig då från Drottninggatan till Föreningsgatan. Den har därefter förlängts vid en rad tillfällen: 1904 fram till S:t Knuts torg, 1932 förbi Folkets park till Nobeltorget, 1945 fram till Östra Farmvägen, 1962 fram till Scheelegatan, 1965 förbi Rosengård Centrum till Inre Ringvägen, 1969 fram till Agnesfridsvägen, 1983 till Rosengårdsvägen (öster om Jägersro villastad) och slutligen 1997 fram till Elisedalsvägen. Planer finns på en fortsatt förlängning åt öster mot Yttre ringvägen genom att bygga vägen norr om Kvarnby folkhögskola och på så sätt avlasta folkhögskoleområdet.
Amiralsgatan har endast trafikerats av spårvagnar fram till Bergsgatan. Ännu på 1960-talet fanns planer på att bygga ut spårvägen i gatan och underfarten under Rosengård Centrum är därför planerad för att kunna trafikeras av spårvagnar, något som aldrig förverkligades.
Vid tillkomsten var Amiralsgatan en bland en rad gator i Rörsjöstaden uppkallade efter militära grader. Numera är Amiralsgatan en av Malmös längsta gator.